# Quand la nuit tombe (album)
Pour les articles homonymes, voir Quand la nuit tombe.
Albums de Louis-Jean Cormier
Les grandes artères
(2015)
Singles
1. Je me moi
Sortie : 29 octobre 2019
2. 100 mètres haies
Sortie : 11 février 2020

Quand la nuit tombe est le 3e album de l'auteur-compositeur-interprète québécois Louis-Jean Cormier. Il est sorti le 20 mars 2020. L'album est marqué par l'absence de guitares et par le désir de renouvellement chez Cormier. 

## Genèse
Quand la nuit tombe sort cinq ans après Les grandes artères, son album précédent. En 2016, Cormier vit une séparation amoureuse de Krista Simoneau, sa gérante et mère de ses enfants, ainsi qu'une fatigue professionnelle. Il prend donc deux ans sabbatiques pour voyager et se concentrer sur sa famille. Cormier est poussé de nouveau à la création à la suite de la formation de son nouveau couple avec l'animatrice Rebecca Makonnen ainsi que son travail sur la musique du film Kuessipan et le spectacle Serge Fiori, Seul Ensemble. 
En travaillant sur Kuessipan, Cormier redécouvre sa passion pour le piano, son premier instrument, qu'il avait largement abandonné depuis la formation de Karkwa en 1997. Il a cédé l'instrument au claviériste François Lafontaine, jugeant que ce dernier avait une plus grande connaissance de l'instrument. En parlant de sa réunion avec le piano, Cormier dit « [j]e trouvais que le piano avait beaucoup plus d’horizons […] et m’a probablement permis d’être plus dénudé dans mes propos ». Son approche plus directe est aussi influencée par sa collaboration avec Serge Fiori qui lui déconseillait de trop penser et trop travailler les morceaux à la faveur des émotions. 
Cormier fait davantage connaissance d'horizons avec Makonnen, d'origine éthiopienne, et sa mélomanie, qui l'encourage à plus explorer le hip-hop et l'électro, ce qui influencera directement les morceaux plus dansants de l'album. 

## Enregistrement
C'est en été 2019 que Cormier visite Los Angeles dans le but de trouver de l'inspiration pour les paroles, ayant déjà enregistré des idées musicales. De retour au Québec au mois de septembre, il regroupe les musiciens Alex McMahon, Marc-André Larocque et Guillaume Chartrain pour développer et enregistrer les chansons à partir de ses idées de base. Les chansons sont enregistrées live en studio. François Lafontaine ajoutera plus tard ses synthétiseurs à certains morceaux, marquant ainsi sa première apparition sur un album solo de Cormier.
Du 21 au 23 septembre 2019, Cormier présente des « show-laboratoires » avec ses musiciens au Verre Bouteille à Montréal pour tester les nouvelles chansons sur un public. C'est lors de ces spectacles qu'il décide de lancer « Je me moi » comme premier single. Il suivra un format semblable lorsqu'il donne des spectacles à Lyon et à Paris, en France aux mois de novembre et de décembre. 

## Écriture des chansons
L'album s'ouvre avec une citation musicale du compositeur Claude Debussy, déclenchant « 100 mètres haies ». Le clip qui accompagne ce deuxième single est tourné au Stade olympique à Montréal par Johnathan Decoste et Greg Nowak. 
Les paroles de la prochaine chanson, « Tout tombe à sa place », sont écrites une heure avant l'un des spectacles au Verre Bouteille. 
« J'ai monté », originellement « Redescendre », évoque les difficultés de la célébrité. 
« Les poings ouverts » est une chanson directement inspirée par Rebecca Makonnen et son expérience de vivre au Québec en tant que minorité raciale. Les paroles évoque la frustration que Cormier a ressenti en réalisant que le Québec est moins progressiste et ouvert qu'il ne l'avait pensé. Son phrasé est influencé par le jazz éthiopien, le pays d'origine de Makonnen. Le slameur David Goudreault apparait aussi dans la chanson. 
« Croire en rien » est une chanson écrite en 10 minutes et est en quelque sorte un message à son père, qui meurt le premier jour de mixage de l'album. La chanson, proche du blues, explore des thèmes de religion puisque son père était prêtre avant de commencer une famille. Cormier cite un documentaire sur John Lennon comme inspiration pour son approche vocale à la chanson.
« Face au vent » s'inspire de la résilience des habitants de Petite-Vallée, à la suite de l'incendie qui a emporté le Théâtre de la Vieille Forge en 2017 et d'une autre, quelques mois plus tard, qui rase la maison natale de la mère de Cormier. La chanson est écrite particulièrement pour son cousin, Alan Côté, personnage local impliqué avec le Festival en chanson de Petite-Vallée et sa tante. 
« Je me moi », le premier single, est un des morceaux les plus inspirés de la résidence de Cormier à Los Angeles. La chanson est aussi influencée par le projet Womad de Peter Gabriel. Elle parle de la haine présente dans les médias sociaux. Marie-Pierre Arthur ajoute des chœurs à la chanson, continuant la tradition entre les deux amis d'apparaitre sur chacun des albums de l'une et de l'autre.
« Toi aussi » est une autre chanson qui vient à Cormier rapidement. Cette fois-ci, elle arrive après une conversation avec son jeune fils, qui cherchait à comprendre le mouvement #MoiAussi. Cormier se questionne donc sur l'image que son fils fait de lui dans le contexte de dénonciations de masculinité toxique et privilège masculin. 

## Réception
L'album est très bien accueilli par les critiques, surtout pour l'étendue des sons qui se présentent sur l'album,. Quand la nuit tombe figure dans la longue liste du prix Polaris 2020 et Ici Musique le choisit comme l'un des meilleurs albums de 2020. 
Sur le plan commercial, l'album se mérite une place au sommet du palmarès de l'ADISQ pour les albums francophones et atteint la position maximale de 4 dans les top 20 albums du palmarès MusicCanada. 

## Promotion
L'album sort une semaine après les grandes mesures de confinement sont mises en place au Québec afin d'empêcher la transmission du Covid-19. En conséquence, Cormier doit annuler sa tournée pour promouvoir l'album. Il ne se laisse pas être déçu par cette nouvelle, préférant la voir comme un retour à la façon traditionnelle de faire une tournée, c'est-à-dire, laisser « la promotion et la vente faire un bout de chemin avant [de sortir faire une tournée] ». 
De passage à Tout le monde en parle, il interprète « Croire en rien » pour l'émission du 29 mars 2020. 
Le 3 avril, Cormier présente des versions acoustiques de « Tout tombe à sa place », « Ravin », « Croire en rien », « Toi aussi », « Face au vent » et « La photo » via Facebook Live.
Il joue « Tout tombe à sa place », « Face au vent », « Toi aussi » et « Croire en rien » dans une série de « chansons confinées » sur sa page Facebook au cours des mois d'avril et de mai. 
Lors du Grand spectacle de la Fête nationale du Québec, il interprète « Les poings ouverts » avec David Goudreault et Alexandra Stréliski. 
Il annonce, en juin 2020, son intention de lancer une tournée québécoise de 50 spectacles commençant le 4 février 2021 qui terminerait le 23 février 2022. 

## Liste des chansons
Toute la musique est composée par Louis-Jean Cormier.
| No  | Titre                                      | Paroles                                        | Durée |
| --- | ------------------------------------------ | ---------------------------------------------- | ----- |
| 1.  | 100 mètres haies                           | Louis-Jean Cormier, Daniel Beaumont, Alan Côté | 3:40  |
| 2.  | Tout tombe à sa place                      | Cormier, Beaumont                              | 5:02  |
| 3.  | J'ai monté                                 | Cormier, Beaumont                              | 3:37  |
| 4.  | Les poings ouverts (avec David Goudreault) | Cormier, Beaumont, David Goudreault            | 4:48  |
| 5.  | Croire en rien                             | Cormier                                        | 4:05  |
| 6.  | Face au vent                               | Cormier, Beaumont                              | 3:25  |
| 7.  | Je me moi                                  | Cormier                                        | 4:55  |
| 8.  | Ravin                                      | Cormier, Beaumont                              | 4:47  |
| 9.  | Toi aussi                                  | Cormier, Côté                                  | 4:54  |
| 10. | La photo                                   | Cormier, Beaumont                              | 4:39  |

Trois chansons inédites, « Héros » (Cormier), « Tout croche » et un sans nom, apparaissent comme extraits dans la série documentaire Louis-Jean Cormier : retrouver son x. 

## Personnel
- Louis-Jean Cormier : voix, piano, synthétiseurs, échantillonneur
- Marc-André Larocque : batterie, percussions
- Alex McMahon : synthétiseurs, batterie
- Guillaume Chartrain : basse, synthétiseurs
- François Lafontaine : synthétiseurs
- David Charbonneau : trompette
- Luc Lemire : saxophones
- Marie-Pierre Arthur : chœurs sur « Je me moi »
- Antoine Gratton : chœurs sur « Tout tombe à sa place » et « Face au vent »
- Alan Côté : chœurs sur « Face au vent »

## Production
- Prise de son : Louis-Jean Cormier, Guillaume Chartrain
- Mixage : Louis-Jean Cormier
- Matriçage : Marc Thériault chez Le Lab Mastering
- Pochette : Sarah Marcotte-Boislard
- Photographie : Dominique Lafond
- Production : Simone Records
- Gérance et agence de spectacles : Les Yeux Boussoles
- Communications : Sonia Cesaratto